# Monte Ripalta
Il Monte Ripalta è un rilievo montuoso situato nel comune di Campagna, nel parco regionale Monti Picentini; fa parte dei monti Picentini ed è alto 1014 m s.l.m.

## Descrizione
Rilievo calcareo-dolomitico, insieme ai Monte Raione, Monte Molaro e Monte Costa Calda costituisce lo spartiacque tra i bacini idrogeografici del fiume Tusciano a ovest e del fiume Tenza a est. Chiamato anche monte Sant'Eramo o Sant'Elmo in quanto in una cavita è presente l'Eremo di Sant'Erasmo e San Giacomo degli eremiti. 
Sulla sommità è presente il piccolo altopiano di Sant'Elmo, con pianori carsici.
Il monte si presenta coperto da boschi di querce, castagni, cerri e tassi, tranne nell'altopiano ove sono presenti numerose radure.
Su un contrafforte del versante meridionale sono presenti i ruderi del Castello de Alegisio.

## Cavità naturali
- Grotta dell'eremo di Sant'Erasmo e San Giacomo (ruderi), posta a 720 m s.l.m., sul versante meridionale a monte sell'abitato di Santa Maria La Nova, da cui è raggiungibile attraverso un percorso pedonale.
- Grotta dei briganti, posta a 200 m s.l.m. circa, sul versante settentrionale, nella valle dell'Atri, a ridosso dell'abitato di Campagna, da cui è raggiungibile con un breve percorso turistico-pedonale.

## Sentieri
Dalla località San Donato del comune di Eboli è possibile raggiungere l'altopiano sovrastante il rilievo montuoso, attraverso una strada vicinale.
Dal quartiere Zappino di Campagna parte un sentiero che dopo aver raggiunto la vetta, prosegue fino al Monte Raione.